# Joel Carlson
Joel Carlson (* 1926 in Johannesburg; † 25. November 2001 in Manhasset) war ein weißer südafrikanischer Jurist und Apartheidsgegner. Als Rechtsanwalt verteidigte und unterstützte er viele Oppositionelle zur Zeit des südafrikanischen Apartheidssystems in teilweise international beobachteten Gerichtsprozessen. In diesem Zusammenhang förderte er die weltweite Aufmerksamkeit für die damaligen politischen Verhältnisse und die Menschenrechtssituation in Südafrika.

## Leben
Joel Carlson studierte an der Witwatersrand-Universität Rechtswissenschaften. Das Studium schloss er mit einem juristischen Examen ab. Dort machte er in den 1950er Jahren die Bekanntschaft seines Kommilitonen Nelson Mandela.
Nach dem Studium arbeitete er zuerst als Schreiber am Bantu Commissioner’s Court (Sondergericht für „Nichtweiße“), wo Afrikaner (Schwarze) für Vergehen nach dem Pass-Recht (Pass Laws Act 1952) verurteilt wurden. Im Jahr 1954 beendete er unter dem Eindruck des Verfalls der südafrikanischen Gesellschaft diese Tätigkeit und eröffnete eine eigene Rechtsanwaltspraxis. In der Folge wurde Carlson als Verteidiger für Antiapartheidsaktivisten tätig und setzte sich im Rahmen der Rechtslage für Menschenrechte in seinem Heimatland ein. Zu seinen Klienten gehörte Nelson Mandela, dessen Interessen und die seiner Familie er während der Haft auf Robben Island vertrat.
Eine der von Joel Carlson in der Vergangenheit juristisch vertretenen Personen ist der namibische SWAPO-Politiker Andimba Toivo ya Toivo, der auf der Basis des Suppression of Communism Act verurteilt wurde und nach 1990 zu den führenden Politikern des unabhängigen Namibias zählte. Carlson beschreibt in seinem Buch No neutral ground (1973) die an Toivo ya Toivo im Hauptquartier der Sicherheitspolizei (Compol Buildings) verübten Beschimpfungen und körperlichen Folterungen. Daran waren der leitende Untersuchungsführer Swanepoel, ferner die Polizeibeamten N. van Rensburg, R. van Rensburg, Piet Ferreira und andere beteiligt.
Im Jahr 1959 machte er ein Zwangsarbeiter-System des Apartheidregimes öffentlich, wonach verhaftete schwarze Südafrikaner gedrängt wurden, „freiwillige“ Arbeit auf Farmen unter Sklavenbedingungen (sogenannte potato laborers) zu leisten. Von der Regierung wurde die Existenz dieses Systems zunächst verleugnet. Die Verhaftungen der Betroffenen erfolgten auf der Grundlage der Pass-Gesetzlichkeiten, die einen Aufenthalt in bestimmten Gebieten Südafrikas ohne Dokumente unter Strafe stellten. Die aufgegriffenen Personen konnten zur Strafabwendung einen „freiwilligen“ Kontrakt unterschreiben und wurden dann unter Bewachung und Gewaltanwendung auf Lastkraftwagen zu entfernten Farmen gebracht. Ihr dortiger Aufenthalt wurde in vielen Fällen den Angehörigen und bisherigen Arbeitgebern nicht mitgeteilt. Joel Carlson griff dieses Zwangsarbeiter-System mit einigen Habeas-Corpus-Klagen auf. Nach den Aussagen von Betroffenen wurden sie unter unsäglichen hygienischen Verhältnissen zur Farmarbeit gezwungen. Allgemeine Mindeststandards zur Verpflegung und kostenlose medizinische Versorgung waren keine garantierten Grundlagen, sondern eine unverbindliche Empfehlung an die Farmbetreiber. Beim Supreme Court (Oberster Gerichtshof) in Pretoria wurden in diesem Zusammenhang 24 Einzelklagen eingereicht. Der Richter Quartus de Wet fand keine legale Grundlage für diese Verfahrensweise, die von Regierungsbeamten während des Verfahrens mit dem Verweis auf die Vertreibung von Landstreichern aus den Städten verteidigt wurde.
Im Jahr 1967 verteidigte Joel Carlson 37 angeklagte Oppositionelle aus dem annektierten Südwestafrika (heute Namibia). Kein anderer Strafverteidiger hatte sich für die Angeklagten bereit erklärt. Obwohl sich die Verhängung der Todesstrafe auf der Grundlage des Terrorism Act und Suppression of Communism Act abzeichnete, nutzte Carlson eine Unterbrechung der Verhandlungen, um in die Vereinigten Staaten zu reisen und sich dort mit den Senatoren Edward Kennedy und Robert Kennedy, Beamten des State Department und dem US-amerikanischen UN-Botschafter Arthur Joseph Goldberg zu treffen. Seine Verteidigungsstrategie, von ausländischen Juristen unterstützt, verhinderte schließlich die erwarteten Todesurteile.
Wegen seines politisch missliebigen Engagements wurden auf sein Haus und Kanzlei Anschläge mit einer Brandbombe und Schüssen verübt. Ebenso beschoss man sein Fahrzeug. Die Behörden entzogen ihm schließlich den südafrikanischen Pass. Diese Bedrohungen veranlassten Joel Carlson und seine Familie zur Ausreise. Dieser Schritt erfolgte auf der Grundlage einer Anordnung des Ministers des Innern. Im Jahr 1970 wurden gegen 90 weiße und 56 nichtweiße Bürger Südafrikas individuelle Deportationsanordnungen erlassen. Auf Anweisung des Ministers erhielten Carlson und seine Frau britische Pässe und verloren durch diesen Verwaltungsakt ihre südafrikanische Staatsbürgerschaft. Am 6. April 1971 verließ er über den Johannesburger Jan-Smuts-Airport Südafrika. Seine Frau und Kinder folgten ihm später.
Nach seiner Ausreise wurde Carlson in New York ansässig und war dort zunächst stellvertretender Distriktsstaatsanwalt im Stadtbezirk Queens. In dieser Aufgabe entwickelte er ein Programm zu einem zivilen Dienst (Second chance) für verurteilte Gewalttäter als Alternative zum Gefängnisaufenthalt und leitete das Beratungsbüro für geschädigte Konsumenten. Bei seinem Neubeginn in New York unterstützen ihn Carol Bernstein Ferry, ferner Elizabeth (Betsy) Landis und Peter Weiss vom American Committee on Africa, sowie Charles Mandelstam, ein südafrikanischer Jurist.
Nach dem Ende der Apartheid kehrte Joel Carlson besuchsweise in sein Heimatland zurück. Er kam als UN-Beobachter zu den ersten demokratischen Wahlen im Jahr 1994.
Joel Carlson starb im 75. Lebensjahr an Leukämie im North Shore University Hospital von Manhasset.

## Funktionen und Ehrungen
- offizieller Beobachter für die International Commission of Jurist (südafrikanisches Mitglied 1971–1981) und für das International Press Institute
- Mitglied des Board of Directors of Amnesty International, U.S.A.
- Senior Fellow des Center for International Studies an der New York University
- Jurist am Supreme Court of South Africa

Herman Toivo ya Toivo schrieb ihm rückschauend auf den Prozess von 1967 in einem Brief: „Sie retteten uns vor dem Galgen des Apartheid-Regimes“.

## Familie
Joel Carlson war mit Jeanette Carlson verheiratet. Seine Frau übernahm in Südafrika geheime Botengänge, um ihren Mann vor der Beobachtung des Apartheidregimes zu schützen.

Aus der Ehe gingen die vier Kinder Meredith Carlson-Daly, Gabrielle Carlson, Jeremy Carlson und Adam Carlson hervor. Sein Privatleben nach der Einreise in die Vereinigten Staaten verbrachte er in Great Neck (Long Island, New York).

## Schriften
- The pass system and detention. South African Institute of Race Relations, Johannesburg 1970.
- The dilemma of foreign investment in South Africa. In: The Black Sash. Vol. 15, Nr. 3, 1971 (PDF, 357 kB).
- No neutral ground. 1. Aufl., Thomas Y. Crowell Company N.Y., New York 1973 (seine Autobiographie).
- South Africa – a police state. In: United Nations Unit on Apartheid, Department of Political and Security Council Affairs (Hrsg.): Notes and documents. 16/73, United Nations Centre Against Apartheid, New York 1973.
- Kenneth N. Carstens, Joel Carlson: Review of No Neutral Ground. In: Africa Today. 1974, Vol. 21, Nr. 2, S. 88–90.
- Review of No Neutral Ground. In: International Journal of African Historical Studies. 1975, Vol. 8, S. 71–73.